# Pavement dwellers

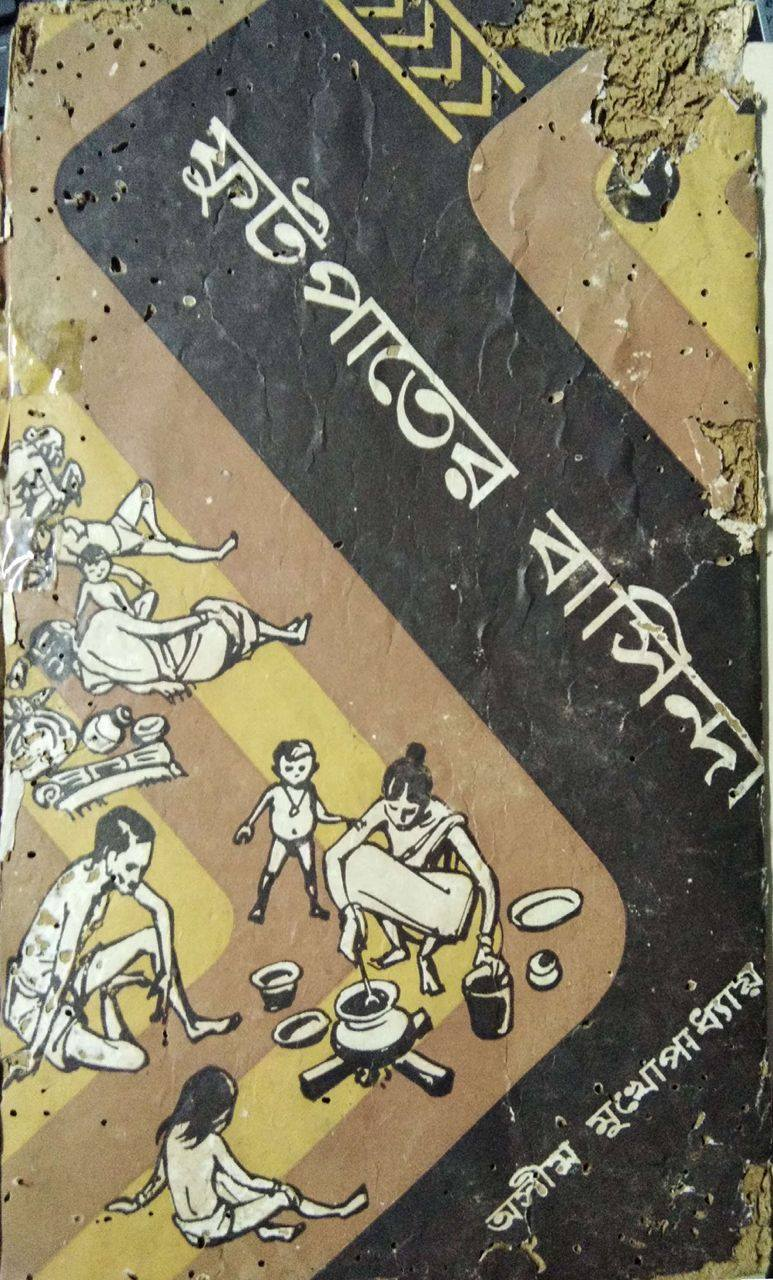
Pavement Dwellers

Als Pavement dwellers (aus englisch pavement – Bürgersteig; dweller – Bewohner) werden obdachlose Menschen bezeichnet, die öffentlichen Raum der Stadt, besonders Bürgersteige, als Schlafplätze nutzen. Diese Form der Obdachlosigkeit gibt es vor allem in den Metropolen von Entwicklungsländern.

## Geschichte
Pavement dwellers sind meist neu vom Land in die Großstädte Zugezogene. Sie kamen, um Produkte ihres landwirtschaftlichen Familienbesitzes in der Stadt zu verkaufen oder um Arbeit zu finden. Ursprünglich war dies eine Art von Pendeln. Entweder es gab keine Verkehrsmittel oder diese waren stark überfüllt, sodass vielen keine andere Möglichkeit blieb, als in der Stadt zu übernachten. Erstmals aufgetreten ist dieses Phänomen bereits zu Beginn des 20. Jahrhunderts in Mumbai. Aus Mangel an leistbaren Wohnungen lebten Hafenarbeiter speziell an der sogenannten „Eastern Waterfront“ auf der Straße. Sie schliefen entlang von Straßen, auf Brücken, an Fabriksmauern und an Lagerhallen, um so nahe wie möglich an ihrem Arbeitsplatz zu sein.
Prinzipiell ist das Schlafen im Freien im südlichen Indien in der warmen Saison nicht unüblich. Speziell das Schlafen auf dem Hausdach hat den Vorteil, dass es nach Sonnenuntergang am raschesten abkühlt. Das Schlafen auf dem Gehsteig hat jedoch Sicherheitsrisiken. Durch Gruppenbildung war es möglich, dass einer als Wache munter blieb, während die anderen schliefen. Das verhinderte jedoch nicht Störungen durch den Straßenlärm, Insekten und Nagetiere.
Als das Leben der Neuankömmlinge beständiger wurde, kamen Familienangehörige nach und damit der Wunsch nach zumindest minimaler Privatsphäre. So bauten sie an dem gewohnten Schlafplatz eine Unterkunft mit den verfügbaren Materialien – das formlose Wohnen der Pavement dwellers hatte begonnen.
Im Jahr 1959 wurden bei der Wirtschaftsumfrage in Mumbai 20.000 Pavement dwellers gezählt. In den 1970er und 1980er Jahren nahm ihre Zahl exponentiell zu. Laut offizieller Zählung gab es 1985 in Kolkata 200.000 Menschen, die auf den Gehsteigen wohnten. Inoffizielle Schätzungen gingen jedoch von 500.000 aus.

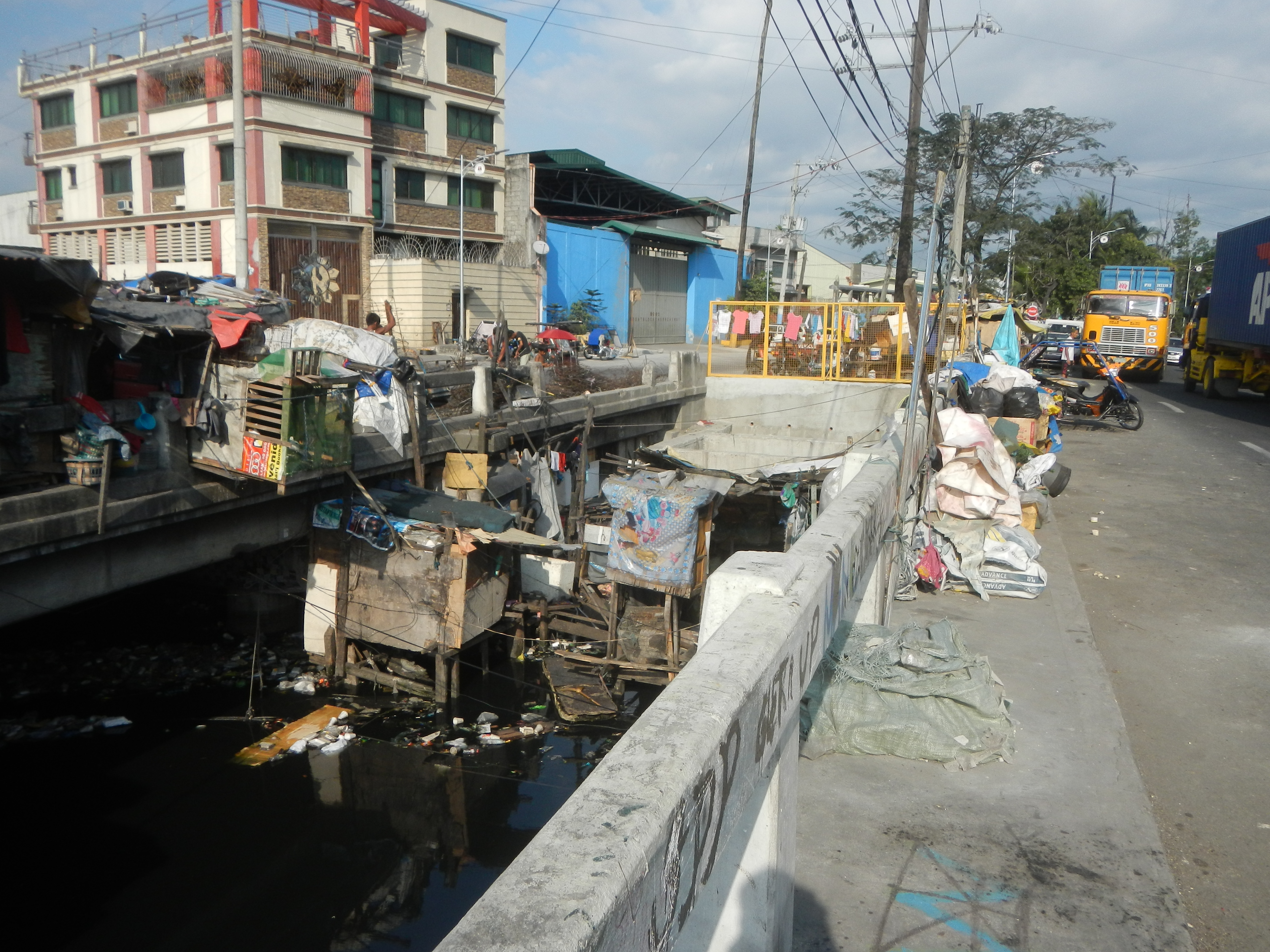
Pavement Dwellers in Manila

## Bauweise
Es gibt verschiedene Arten, seinen Schlafplatz von anderen abzugrenzen, sich und seine Habseligkeiten zu schützen. Die einfachste Möglichkeit ist eine Zeltplane, die an einer Mauer befestigt und auf der anderen Seite mit Steinen beschwert wird. Mehr Schutz bieten Wellblech- oder Holzkonstruktionen, die in der Monsun-Zeit mit Planen abgedeckt werden. Es gibt auch Bauten aus Stahl oder Ziegeln, die sogar mehrgeschossig ausgeführt sein können. Die Schlafstellen im Obergeschoss sind meist über Leitern erreichbar.

## Das Leben
Die meisten Pavement dwellers haben einen Beruf. Dies ist meist eine sehr schlecht bezahlte Arbeit, die sonst niemand machen will. Im Gegensatz zu slum dwellers (Bewohner der Slums), die eine gültige Adresse haben und damit sowohl eine Stimmkarte als auch Lebensmittelkarten zum Bezug vergünstigter Lebensmittel erhalten, bekommen Pavement dwellers keine staatliche Unterstützung. Ein großes Problem sind fehlende sanitäre Einrichtungen. Männer und Kinder nutzen meist den öffentlichen Raum, Frauen gehen entweder zu öffentlichen Toiletten oder warten auf den Einbruch der Dunkelheit.
Das Leben auf dem Gehsteig ist nicht gratis. Meist kontrollieren lokale Gangs ein Gebiet und verlangen von Neuankömmlingen oder auch regelmäßig Schutzgeld. Auch das Material, mit dem sie ihre Unterkünfte bauen, muss gekauft werden. Das restliche Geld wird für Wasser, Essen und eventuell Strom ausgegeben.
Eine Umfrage im April 2015 unter Pavement dwellers in Kolkata zeigt, dass Diebstahl, interfamiliäre Streitigkeiten, fehlende Sanitäreinrichtungen, Polizeischikanen und Trinkwasser zu den größten Problemen zählen:
| Problem                 | hoch | mittel | niedrig |
| ----------------------- | ---- | ------ | ------- |
| Polizeischikane         | 66   | 18     | 16      |
| Trinkwasser             | 62   | 8      | 30      |
| Einkommen und Beruf     | 49   | 42     | 9       |
| Unterkunft              | 65   | 21     | 14      |
| Sanitäreinrichtungen    | 67   | 14     | 19      |
| Privatsphäre            | 40   | 50     | 10      |
| Streitigkeiten, Kämpfe  | 80   | 18     | 2       |
| Jahreszeiten, Wetter    | 54   | 30     | 16      |
| Kochen                  | 22   | 61     | 17      |
| Gesundheit              | 52   | 36     | 12      |
| Störungen beim Schlafen | 60   | 36     | 4       |
| Diebstahl               | 82   | 9      | 9       |

## Rechtliche Situation
Von Anfang an gab es das Problem, dass zwar das Material für die Behausungen gekauft war, der Gehsteig aber öffentlicher Raum ist. Dazu entschied der Oberste Gerichtshof in Indien, dass die Stadtverwaltung das Recht hat, Gehsteige frei von Hütten und Beeinträchtigungen zu halten. So wurden im Jahr 1981 Tausende Hütten auf den Gehsteigen in Mumbai zerstört und die Bewohner aus der Stadt hinaus transportiert.
Im Juli 1985 entschied der Oberste Gerichtshof in Indien, dass wer mehr als 20 Jahre anwesend war, entweder bleiben darf oder umgesiedelt werden muss. Dies war der erste, wenn auch kleine Rechtsanspruch für Pavement dwellers. Im Jahr 1995 wurde dieser Gerichtsentscheid mit dem „Slum Rehabilitation Act“ Gesetz in Indien.

## Lösungsansätze
Im Jahr 1985 wurde die NGO SPARC (Society for the Promotion of Area Resource Centers) gegründet. Ihre Philosophie ist das Lernen aus Präzedenzfällen. Zusammen mit anderen NGOs versuchen sie, ein Problem für eine kleine Gruppe lokal zu lösen, die Lösung dann anzupassen und in die Breite zu tragen. Ein wichtiger Partner dabei war und ist Mahila Milan. Der Name bedeutet „Frauen miteinander“ und es ist eine Organisation, die 600 Frauen von Pavement dwellers als Selbsthilfe gründeten.
- Toiletten

In manchen Bereichen gab es Toilettenanlagen, die jedoch nicht benutzt wurden. SPARC untersuchte die Gründe und fand heraus, dass die Anlagen zu weit weg und schlecht erhalten waren. Für die große Anzahl von Personen gab es zu wenig Toiletten, vor allem Kinder wurden zur Seite gedrängt und verrichteten ihre Notdurft im Freien.
SPARC führte mit Mahila Milan eine Umfrage unter den betroffenen Frauen durch und fand rasch heraus, dass individuelle Toiletten aus Kostengründen nicht in Frage kamen. Weder war die Wasserversorgung ausreichend, noch konnte der Kanalanschluss finanziert werden. Gemeinsam legte man fest, wie groß Gemeinschaftstoiletten sein sollten und welche Entfernung zumutbar ist. SPARC plante die Toiletten, der Staat stellte das Land zur Verfügung und baute die Anlagen. Die Frauen halfen beim Bau und übernahmen die Wartung. Nach dem Start 1993 in Mumbai wurde das Projekt auf Kanpur, Bangalore, Madurai und Cochin ausgeweitet.
- Strom

Bis 1995 hatten 80 % der Pavement dwellers keinen Strom. Nach der staatlichen Legalisierung der Pavement dwellers durch den Slum Rehabilitation Act im Jahr 1995, war es möglich, Verträge mit dem Energieversorger abzuschließen. SPARC und andere NGOs erklärte sich bereit, die Rechnungen zu bezahlen und das Geld von den Benutzern einzusammeln. Strom ist wichtig zum Kochen und auch für die Ventilation in der heißen Jahreszeit. Es erhöht auch die Sicherheit, da viele Unterkünfte aus leicht entflammbaren Materialien wie Holz und Plastik gebaut sind und sonst auf offenem Feuer gekocht wird.
- Wohnungen

Ein schwieriger aber zentraler Punkt ist die Schaffung von leistbaren Wohnungen. Dies ist ein langwieriger Prozess, der 1995 gestartet wurde. Der Ansatz von NGOs dabei ist wieder, die Betroffenen in die Projekte mit einzubeziehen. Eine Möglichkeit ist, dass der Staat das Bauland zur Verfügung stellt und die Pavement dwellers mit Krediten selbst die Häuser bauen.

## Pavement dwellers – weltweit

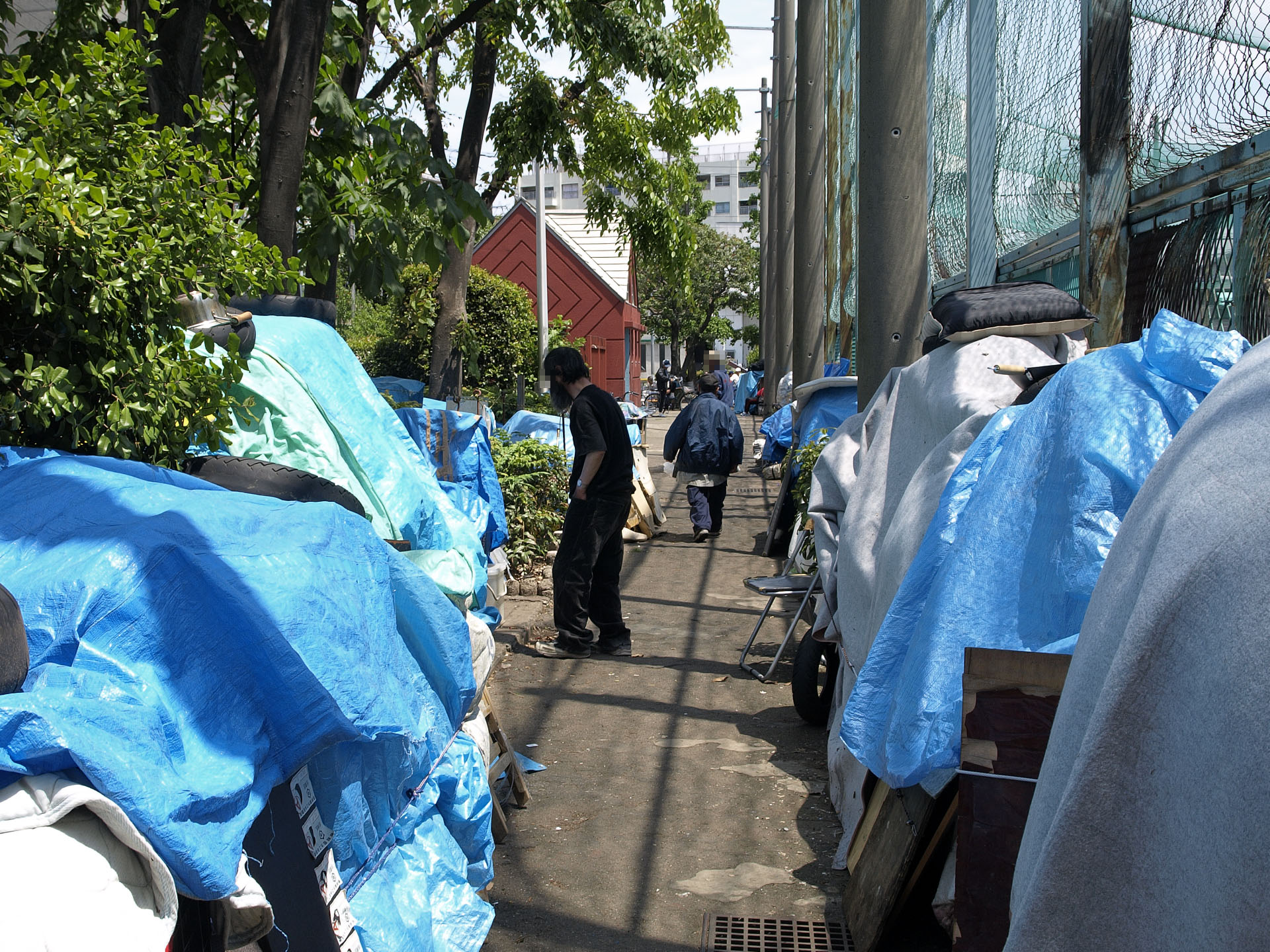
Pavement Dwellers in Tokio

Begonnen hat es in Mumbai in Indien, heute gibt es Pavement dwellers in vielen Städten, vor allem in Indien, aber auch in anderen asiatischen und afrikanischen Großstädten, zum Beispiel in
- Rio de Janeiro
- Johannesburg
- Dhaka
- Kolkata
- Mumbai

In vielen Bereichen hat sich das Leben auf der Straße verbessert. Pavement dwellers sind ein Bestandteil der Geschichte vieler Städte und sie sind heute unverzichtbare Arbeitskräfte. In der Öffentlichkeit und in der Politik werden sie aber trotz Fortschritten in der Gesetzgebung noch weitgehend ignoriert, so sind Pavement dwellers nicht im indischen Entwicklungsplan 2014 bis 2034 enthalten.